# Charops annulipes
Charops annulipes là một loài tò vò trong họ Ichneumonidae.